# Bonny Portmore
Bonny Portmore est une chanson traditionnelle irlandaise. Celle-ci déplore la disparition des vieilles forêts de chênes d'Irlande en particulier le grand chêne de Portmore, ou l'arbre ornemental de Portmore, tombé lors d'une tempête en 1760, son bois ayant ensuite été utilisé notamment pour la construction navale.

## Contexte
En 1664, un vaste château est érigé à Portmore, près de Portmore Lough, dans le comté d'Antrim, par Lord Conway, sur le site d'une forteresse plus ancienne. Il contenait des écuries. Le site est tombé à l'abandon après la mort de Conway en 1683 et les bâtiments sont démolis vers 1760. On pense que le vieux chêne se trouvait sur le domaine du château de Portmore.
La mélodie de cette chanson est publiée pour la première fois en 1840 dans Ancient Music of Ireland d'Edward Bunting et est recueillie à partir du jeu du harpiste d'Ulster Daniel Black en 1796. La mélodie est également connue sous le nom de "Margaret Lavin". L'air est probablement aussi vieux que l'époque des O'Neill de Ballinderry, qui, en raison du déclin de leur fortune, furent contraints de vendre la propriété à Lord Conway. Le premier verset semble faire référence à cette vente.
Une version écossaise déplore la perte d'un amant laissé à Portmore, auquel William Tait s'identifie (St. Fillans) (Il y a aussi un Portmore Loch dans les Scottish Borders). Bien qu'attribué à Donald Cameron, le biographe de Burns, Alan Cunningham, pense qu'il vient du nord de l'Irlande. Peter Buchan a publié une version qui a constitué la base de "My Heart's in the Highlands" de Burns,.

## Enregistrements notables
- La harpiste et chanteuse canadienne Loreena McKennitt a interprété cette chanson sur son album de 1991 The Visit, et elle a ensuite été utilisée dans le film Highlander III: The Sorcerer  (1994). Une nouvelle version de la chanson a été enregistrée par Laura Creamer pour l'épisode "Homeland" de 1995 de Highlander: The Series. La version de Laura Creamer a été réutilisée dans les épisodes « Dramatic Licence » (1996), « Armageddon » (1997) et le dernier épisode de la série, « Not To Be » (1997).
- Bert Jansch a enregistré une version sur l'album The Ornament Tree en 1990
- En 2000, la chanson a été utilisée dans le film Highlander: Endgame, cette fois enregistrée par Jennifer McNeil.
- Il a été enregistré par Gregorian pour leur album Masters of Chant Chapter II (2001).
- County Donegal chanteuse Aoife a enregistré la chanson pour son album de 2003 The Turning of the Tide.
- Kate Crossan a interprété cette chanson sur son album de 2001 « Voice of the Celtic Heart » avec Oliver Schroer.
- Lucinda Williams a enregistré cette chanson pour l'album Rogue's Gallery: Pirate Ballads, Sea Songs, and Chanteys, produit par Hal Willner
- La chanson a également été utilisée comme chanson de générique dans le film Kill the Irishman.
- Dan Gibson avec Michael Maxwel ont sorti l'album « Emerald Forest : A Celtic Sanctuary » qui contient une version instrumentale de Bonny Portmore mélangée au son naturel d'oiseaux.
- La chanteuse folk canadienne Eileen McGann a enregistré cette chanson sur son album de 1995 « Journeys ».
- Le groupe orchestral espagnol Ensemble XXI a enregistré cette chanson pour leur album Retratos del Mar (Portraits de la mer), d'Eugenia Boix (2006).
- "Bonny Portmore" a été repris par Laura Marling et Jonathan Wilson pour le drame de la guerre révolutionnaire d'AMC Turn. La chanson a été jouée sur le montage final de l'épisode 105 « Epiphanie » et sera disponible sur la bande originale de la série.
- En 2014, The Rails (James Walbourne et Kami Thompson) ont sorti l'album « Fair Warning », sur lequel leur reprise acoustique de « Bonnie Portmore » est le morceau d'ouverture.
- Megan Walsh, membre du groupe irlandais entièrement féminin Celtic Woman, a repris la chanson sur l'album 2021 du groupe Postcards From Ireland .